# 류샹 (수영 선수)
류샹(중국어 간체자: 刘湘, 정체자: 劉湘, 병음: Liú Xiāng, 한자음: 유상, 1996년 9월 1일 ~ )은 중국의 여자 수영 선수이다. 광둥성 광저우시 출신으로 5살 때부터 수영을 시작하였다. 2018년 아시안 게임 여자 50m 배영에서 26초 98의 세계신기록을 작성하며 금메달을 기록하였다.